# Discografia de Stevie Wonder
Este artigo é uma lista detalhada dos discos lançados pelo artista Stevie Wonder.

## Álbuns
| Lançamento             | Álbum                                                            | Posição | Posição | Posição |
| Lançamento             | Álbum                                                            | US      | US R&B  | UK      |
| ---------------------- | ---------------------------------------------------------------- | ------- | ------- | ------- |
| 09/1962 Primeiro álbum | The Jazz-Soul of Little Stevie Wonder                            | -       | *       | -       |
| 10/1962                | Tribute to Uncle Ray                                             | -       | *       | -       |
| 21/05/1963             | Recorded Live: The 12 Year Old Genius                            | 1       | *       | -       |
| Cancelado              | Workout, Stevie, Workout                                         | -       | -       | -       |
| 28/12/1963             | With a Song in My Heart                                          | -       | *       | -       |
| 23/06/1964             | Stevie At The Beach                                              | -       | *       | -       |
| 04/05/1966             | Up-Tight Everything's Alright                                    | -       | 2       | -       |
| 16/11/1966             | Down To Earth                                                    | -       | 8       | -       |
| 27/08/1967             | I Was Made to Lover Her                                          | -       | 7       | -       |
| 27/11/1967             | Someday at Christmas                                             | -       | -       | -       |
| 25/03/1968             | Greatest Hits                                                    | -       | 6       | -       |
| 1968                   | Tamla-Motown Festival, Tokyo '68 (somente no Japão)              | -       | -       | -       |
| 20/11/1968             | Eivets Rednow                                                    | -       | 37      | -       |
| 06/12/1968             | For Once in My Life                                              | -       | 4       | -       |
| 29/08/1969             | My Cherie Amour                                                  | -       | 3       | -       |
| 06/03/1970             | Stevie Wonder Live                                               | -       | 16      | -       |
| 07/08/1970             | Signed, Sealed and Delivered                                     | -       | 7       | -       |
| Outubro de 1970        | 'Live' at The Talk of the Town (somente no Reino Unido)          | -       | -       | -       |
| 12/04/1971             | Where I'm Coming From                                            | -       | 7       | -       |
| 21/10/1971             | Stevie Wonder's Greatest Hits, Volume 2                          | -       | 10      | -       |
| 03/03/1972             | Music of My Mind                                                 | -       | 6       | -       |
| 28/10/1972             | Talking Book                                                     | 3       | 1       | 16      |
| 03/08/1973             | Innervisions                                                     | 4       | 1       | 6       |
| 22/07/1974             | Fulfillingness' First Finale                                     | 1       | 1       | 5       |
| 08/10/1976             | Songs in the Key of Life                                         | 1       | 1       | 2       |
| 30/11/1977             | Looking Back                                                     | -       | 15      | -       |
| 30/10/1979             | Journey through the Secret Life of Plants                        | 4       | 4       | 7       |
| 29/09/1980             | Hotter than July                                                 | 2       | 1       | 2       |
| 04/05/1982             | Stevie Wonder's Original Musiquarium                             | 4       | 1       | 8       |
| Cancelado              | People Move, Himan Plays                                         | -       | -       | -       |
| 1984                   | The Woman in Red                                                 | 4       | 1       | 2       |
| 13/09/1985             | In Square Circle                                                 | 5       | 1       | 5       |
| 06/11/1987             | Characters                                                       | 17      | 1       | 33      |
| 22/05/1991             | Jungle Fever                                                     | -       | 1       | -       |
| 21/03/1995             | Conversation Peace                                               | 17      | 2       | 8       |
| 21/11/1995             | Natural Wonder                                                   | -       | 88      | -       |
| 11/1996                | Song Review A Greatest Hits Collection                           | -       | 100     | 19      |
| 2000                   | At the Close of a Century                                        | -       | 100     | -       |
| 2002                   | The Definitive Collection                                        | 35      | 28      | -       |
| 2004                   | Best Of Stevie Wonder: 20th Century Masters Christmas Collection | -       | 90      | -       |
| 2005                   | A Time To Love                                                   | 5       | 2       | 24      |
| 2007                   | Number 1's                                                       | 171     | 40      | 23      |

- A parada R&B se iniciou em 30 de Janeiro de 1965.

## Singles
| Ano  | Single | Álbum                                                     | Posição    | Posição | Posição | Posição    |
| Ano  | Single | Álbum                                                     | US Singles | US R&B  | US AC   | UK Singles |
| ---- | --- | --------------------------------------------------------- | ---------- | ------- | ------- | ---------- |
| 1962 | "I Call It Pretty Music, But the Old People Call It the Blues"                                                                              | non-album single                                          | 101        | —       | —       | —          |
| 1962 | "Little Water Boy" | non-album single                                          | —          | —       | —       | —          |
| 1962 | "Contract on Love" | Up-Tight                                                  | —          | —       | —       | —          |
| 1963 | "Fingertips (part 2)" | The 12 Year Old Genius - Recorded Live                    | 1          | 1       | —       | —          |
| 1963 | "Workout Stevie, Workout" | non-album single                                          | 33         | —       | —       | —          |
| 1964 | "Pretty Little Angel" | non-album single                                          | —          | —       | —       | —          |
| 1964 | "Castles in the Sand" | Stevie at the Beach                                       | 52         | —       | —       | —          |
| 1964 | "Hey Harmonica Man" | Stevie at the Beach                                       | 29         | —       | —       | —          |
| 1964 | "Happy Street" | Stevie at the Beach                                       | —          | —       | —       | —          |
| 1965 | "Kiss Me Baby" | non-album single                                          | —          | —       | —       | —          |
| 1965 | "High Heel Sneakers" | non-album single                                          | 59         | 30      | —       | —          |
| 1965 | "Uptight (Everything's Alright)" | Up-Tight                                                  | 3          | 1       | —       | 14         |
| 1966 | "Nothing's Too Good for My Baby" | Up-Tight                                                  | 20         | 4       | —       | —          |
| 1966 | "With a Child's Heart" | Up-Tight                                                  | 131        | 8       | —       | —          |
| 1966 | "Blowin' in the Wind" | Up-Tight                                                  | 9          | 1       | —       | 36         |
| 1966 | " A Place in the Sun" | Down to Earth                                             | 9          | 3       | 29      | 20         |
| 1966 | "Someday at Christmas" | Someday at Christmas                                      | —          | —       | —       | —          |
| 1967 | "Travelin' Man" | non-album single                                          | 32         | 31      | —       | —          |
| 1967 | "Hey Love" | Down to Earth                                             | 90         | 9       | —       | —          |
| 1967 | "I Was Made to Love Her" | I Was Made to Love Her                                    | 2          | 1       | —       | 5          |
| 1967 | "I'm Wondering" | non-album single                                          | 12         | 4       | —       | 22         |
| 1968 | "Shoo-Be-Doo-Be-Doo-Da-Day" | For Once in My Life                                       | 9          | 1       | —       | 46         |
| 1968 | "You Met Your Match" | For Once in My Life                                       | 35         | 2       | —       | —          |
| 1968 | " Alfie" | Eivets Rednow                                             | 66         | —       | 11      | —          |
| 1968 | "For Once in My Life" | For Once in My Life                                       | 2          | 2       | —       | 3          |
| 1969 | "I Don't Know Why (I Love You)" | For Once in My Life                                       | 39         | 16      | —       | 14         |
| 1969 | "My Cherie Amour" | My Cherie Amour                                           | 4          | 4       | 3       | 4          |
| 1969 | "Yester-Me, Yester-You, Yesterday" | My Cherie Amour                                           | 7          | 5       | 10      | 2          |
| 1970 | "Never Had a Dream Come True" | Signed Sealed Delivered                                   | 26         | 11      | 31      | 6          |
| 1970 | "Signed, Sealed, Delivered I'm Yours" | Signed Sealed Delivered                                   | 3          | 1       | —       | 15         |
| 1970 | "Heaven Help Us All" | Signed Sealed Delivered                                   | 9          | 2       | —       | 29         |
| 1971 | "We Can Work It Out" | Signed Sealed Delivered                                   | 13         | 3       | —       | 27         |
| 1971 | "Never Dreamed You'd Leave in Summer" | Where I'm Coming From                                     | 78         | —       | —       | —          |
| 1971 | "If You Really Love Me" | Where I'm Coming From                                     | 8          | 4       | 10      | 20         |
| 1971 | "What Christmas Means to Me" | Someday at Christmas                                      | —          | —       | —       | —          |
| 1972 | "Superwoman (Where Were You When I Needed You)"                                                                                             | Music of My Mind                                          | 33         | 13      | —       | —          |
| 1972 | "Keep On Running" | Music of My Mind                                          | 90         | 36      | —       | —          |
| 1972 | "Superstition" | Talking Book                                              | 1          | 1       | 38      | 11         |
| 1973 | "You Are the Sunshine of My Life" | Talking Book                                              | 1          | 3       | 1       | 7          |
| 1973 | "Higher Ground" | Innervisions                                              | 4          | 1       | 41      | 29         |
| 1973 | "Living for the City" | Innervisions                                              | 8          | 1       | —       | 15         |
| 1974 | "Don't You Worry 'Bout a Thing" | Innervisions                                              | 16         | 2       | 9       | —          |
| 1974 | "He's Misstra Know It All" | Innervisions                                              | —          | —       | —       | 8          |
| 1974 | "You Haven't Done Nothin'" | Fulfillingness' First Finale                              | 1          | 1       | —       | 30         |
| 1974 | "Boogie On Reggae Woman" | Fulfillingness' First Finale                              | 3          | 1       | —       | 2          |
| 1976 | "I Wish" | Songs in the Key of Life                                  | 1          | 1       | 23      | 5          |
| 1977 | "Sir Duke" | Songs in the Key of Life                                  | 1          | 1       | 3       | 2          |
| 1977 | "Another Star" | Songs in the Key of Life                                  | 32         | 18      | —       | 29         |
| 1977 | " As" | Songs in the Key of Life                                  | 36         | 36      | —       | —          |
| 1978 | "Pops We Love You" (Stevie Wonder, Diana Ross, Smokey Robinson & Marvin Gaye)                                                               | Pops We Love You (various artists)                        | 59         | 26      | —       | 66         |
| 1979 | "Send One Your Love" | Stevie Wonder's Journey through the Secret Life of Plants | 4          | 5       | 1       | 52         |
| 1980 | "Black Orchid" | Stevie Wonder's Journey through the Secret Life of Plants | —          | —       | —       | 63         |
| 1980 | "Outside My Window" | Stevie Wonder's Journey through the Secret Life of Plants | 52         | 56      | 43      | 52         |
| 1980 | "Master Blaster (Jammin')" | Hotter than July                                          | 5          | 1       | —       | 2          |
| 1980 | "I Ain't Gonna Stand for It" | Hotter than July                                          | 11         | 4       | 20      | 10         |
| 1981 | "Lately" | Hotter than July                                          | 64         | 29      | 33      | 3          |
| 1981 | "Happy Birthday" | Hotter than July                                          | —          | 17      | —       | 2          |
| 1981 | "Did I Hear You Say You Love Me" | Hotter than July                                          | —          | 72      | —       | —          |
| 1982 | "That Girl" | Stevie Wonder's Original Musiquarium                      | 4          | 1       | 19      | 39         |
| 1982 | "Ebony and Ivory" (Paul McCartney & Stevie Wonder)                                                                                          | Tug of War (Paul McCartney)                               | 1          | 8       | 1       | 1          |
| 1982 | "Do I Do" | Stevie Wonder's Original Musiquarium                      | 13         | 2       | 25      | 10         |
| 1982 | "Ribbon in the Sky" | Stevie Wonder's Original Musiquarium                      | 54         | 10      | 21      | 45         |
| 1982 | Used to Be (with Charlene) | non-album single                                          | 46         | 35      | 31      | —          |
| 1983 | "Frontline" | Stevie Wonder's Original Musiquarium                      | —          | —       | —       | 94         |
| 1984 | "I Just Called to Say I Love You" | The Woman in Red trilha-sonora                            | 1          | 1       | 1       | 1          |
| 1984 | "Love Light in Flight" | The Woman in Red trilha-sonora                            | 17         | 4       | 10      | 44         |
| 1984 | "Don't Drive Drunk" | The Woman in Red trilha-sonora                            | —          | —       | —       | 62         |
| 1985 | "Part-Time Lover" | In Square Circle                                          | 1          | 1       | 1       | 3          |
| 1985 | "That's What Friends Are For" (Dionne Warwick feat. Gladys Knight, Stevie Wonder & Elton John, creditado como "Dionne Warwick and Friends") | Friends                                                   | 1          | 1       | 1       | 16         |
| 1985 | "Go Home" | In Square Circle                                          | 10         | 2       | 1       | 67         |
| 1986 | "Overjoyed" | In Square Circle                                          | 24         | 8       | 1       | 17         |
| 1986 | "Land of La La" | In Square Circle                                          | 86         | 19      | —       | —          |
| 1986 | "Stranger on the Shore of Love" | In Square Circle                                          | —          | —       | —       | 55         |
| 1987 | "Skeletons" | Characters                                                | 19         | 1       | —       | 59         |
| 1987 | "You Will Know" | Characters                                                | 77         | 1       | 16      | 77         |
| 1988 | "Get It" (Stevie Wonder & Michael Jackson)                                                                                                  | Characters                                                | 80         | 4       | —       | 37         |
| 1988 | "My Love" (Julio Iglesias & Stevie Wonder)                                                                                                  | Non Stop (Julio Iglesias)                                 | 80         | —       | 14      | 5          |
| 1988 | "My Eyes Don't Cry" | Characters                                                | —          | 6       | —       | 92         |
| 1989 | "With Each Beat of My Heart" | Characters                                                | —          | 28      | —       | —          |
| 1989 | "Free" | Characters                                                | —          | —       | —       | 49         |
| 1990 | "Keep Our Love Alive" | non-album single                                          | —          | 24      | 44      | 77         |
| 1991 | "Gotta Have You" | Jungle Fever soundtrack                                   | 92         | 3       | —       | —          |
| 1991 | "Feeding Off the Love of the Land" | —                                                         | —          | —       | —       |            |
| 1991 | "Fun Day" | Jungle Fever trilha-sonora                                | —          | 6       | —       | 63         |
| 1991 | "These Three Words" | Jungle Fever trilha-sonora                                | —          | 7       | —       | —          |
| 1991 | "We Didn't Know" (Whitney Houston & Stevie Wonder)                                                                                          | I'm Your Baby Tonight (Whitney Houston)                   | —          | 20      | —       | —          |
| 1995 | "For Your Love" | Conversation Peace                                        | 50         | 11      | 23      | 30         |
| 1995 | "Tomorrow Robins Will Sing" | Conversation Peace                                        | —          | 60      | —       | 71         |
| 1995 | "Treat Myself" | Conversation Peace                                        | —          | 36      | —       | 92         |
| 1996 | "Kiss Lonely Goodbye" | The Adventures of Pinocchio trilha-sonora                 | —          | —       | —       | —          |
| 1997 | "How Come, How Long" (Babyface featuring Stevie Wonder)                                                                                     | The Day (Babyface)                                        | —          | —       | —       | 10         |
| 1998 | "True to Your Heart" (98 Degrees featuring Stevie Wonder)                                                                                   | Mulan soundtrack                                          | —          | —       | —       | 51         |
| 2003 | "Signed, Sealed, Delivered (I'm Yours)" (Blue featuring Angie Stone & Stevie Wonder)                                                        | Guilty (Blue)                                             | —          | —       | —       | 11         |
| 2005 | "So What the Fuss" | A Time to Love                                            | 96         | 34      | —       | 19         |
| 2005 | "Positivity" (featuring Aisha Morris) | A Time to Love                                            | —          | —       | —       | 54         |
| 2006 | "From the Bottom of My Heart" | A Time to Love                                            | —          | 25      | 7       | 101        |
| 2006 | "Shelter in the Rain" | A Time to Love                                            | —          | 93      | —       | —          |
| 2009 | "Never Give You Up" (Raphael Saadiq featuring Stevie Wonder & CJ Hilton)                                                                    | The Way I See It                                          | —          | 26      | —       | —          |
| 2009 | "All About The Love Again" | non-album single                                          | —          | —       | —       | —          |

Nota: Os singles "Ebony and Ivory", "I Just Called to say I Love You" e "Isn't She Lovely" foram todos certificados Ouro pela  RIAA.

### Singles em Língua Estrangeira

#### Italiano
| Ano     | Título                                                                                              | Posição | Posição | Posição  | Posição | Posição |
| Ano     | Título                                                                                              | US      | US R&B  | US Dance | US AC   | UK      |
| ------- | --------------------------------------------------------------------------------------------------- | ------- | ------- | -------- | ------- | ------- |
| 1967    | "Il Sole É Di Tutti (A Place in The Sun) / Passo Le Mie Notti Qui Da Solo (Music Talk)"             | -       | -       | -        | -       | -       |
| 1967    | "Dove Vai? (Travlin' Man) / Non Sono Un Angelo (I'm Wondering)"                                     | -       | -       | -        | -       | -       |
| 1969    | "Se Tu Ragazza Mia / Shoo-Be-Doo-Be-Doo-Da-Day"                                                     | -       | -       | -        | -       | -       |
| 03/1970 | "My Cherie Amor (My Cherie Amour) / Solo Te, Solo Me, Solo Noi (Yester-You, Yester-Me, Yester-Day)" | -       | -       | -        | -       | -       |

#### Espanhol
| Ano  | Título                                                                                               | Posição | Posição | Posição  | Posição | Posição |
| Ano  | Título                                                                                               | US      | US R&B  | US Dance | US AC   | UK      |
| ---- | --- | ------- | ------- | -------- | ------- | ------- |
| 1969 | "Mi Ayer, Tu Ayer, El Ayer (Yester-You, Yester-Me, Yester-Day) / Mi Querido Amor (My Cherie Amour) " | -       | -       | -        | -       | -       |
| 1969 | "Por Primera Vez (For Once In My Life) / Un Lugar En El Sol (A Place in The Sun)"                    | -       | -       | -        | -       | -       |